# Китайська національна ядерна корпорація
Китайська національна ядерна корпорація (англ. China National Nuclear Corporation, CNNC; кит.: 中国核工业集团公司) — державне підприємство, засноване в 1955 році в Пекіні. Президент і віце-президент CNNC призначаються прем'єр-міністром Китайської Народної Республіки . CNNC контролює всі аспекти цивільної та військової ядерної програми Китаю. Згідно з власною заявою про місію, вона «є основною частиною національної галузі ядерних технологій і провідним елементом національних стратегічних ядерних сил і розвитку атомної енергетики». CNNC — це загальнонаціональний промисловий конгломерат, який об’єднує науку, технології, промисловість і міжнародну торгівлю.
Його штаб-квартира знаходиться в районі Січен, Пекін.

## Історія
Міністерство атомної промисловості створило першу в Китаї атомну бомбу, водневу бомбу та атомний підводний човен. Він функціонував як урядове бюро національної атомної промисловості та підпорядковувався безпосередньо Державній раді. Він наглядав за ядерними корпораціями Китаю, виробниками, установами, дослідницькими інститутами та заводами, у тому числі за тими, які пов’язані з ядерною зброєю. Він відповідав за проектування та експлуатацію атомних електростанцій; виробництво та постачання ядерного палива, включаючи переробку природного урану, конверсію та збагачення урану, виготовлення паливних збірок, переробку відпрацьованого палива та захоронення ядерних відходів. 
У 1988 році Міністерство ядерної промисловості було реорганізоване і стало CNNC. Корпоратизація була частково проведена для отримання коштів ззовні уряду через експорт.
У середині 1990-х CNNC налічувала 300 000 співробітників і керувала 200 організаціями.
Кан Рісінь, старший генеральний менеджер, зараз розслідується (станом на 10 серпня 2009 року) щодо 260 мільйонів доларів, які були призначені для будівництва трьох атомних електростанцій і нібито використали ці кошти для фондового ринку, зазнавши великих збитків. Його також звинувачують в отриманні хабара від іноземної компанії, яка мала намір побудувати атомні електростанції в Китаї.
Станом на  2014 CNNC має 100 000 співробітників і 110 дочірніх компаній. Вона має 4 атомні електростанції з 9 діючими реакторами з генеруючою потужністю 6,5 ГВт, ще 12 реакторів будуються.
У червні 2015 року CNNC оголосила про свою мету залучити 13,19 мільярда китайських юанів під час первинного публічного розміщення акцій, яке в разі успіху стане найбільшим у Китаї майже за чотири роки тому. У вересні 2015 року CNNC підписала меморандум про взаєморозуміння з компанією TerraPower, яку підтримує Білл Гейтс, щодо будівництва реактора біжучої хвилі.

## Конструкції реакторів

### Серія CNP / ACP
Ядерні реактори CNP покоління II (і наступник покоління III ACP) були серією ядерних реакторів, розроблених Китайською національною ядерною корпорацією (CNNC), і є попередниками більш сучасної конструкції Hualong One.
Серія CNP реакторів покоління II почалася з реактора з водою під тиском CNP-300, який був першим реактором, розробленим у Китаї. Перший енергоблок почав працювати на атомній електростанції Ціньшань у 1991 році.
Більша версія реактора, CNP-600, була розроблена на основі як CNP-300, так і конструкції реактора M310, що використовується на атомній електростанції Дайя-Бей. Він був встановлений на атомній електростанції в Чанцзяні, з двома блоками, які працювали з 2015 і 2016 років відповідно. Наступник третього покоління ACP-600 також був розроблений, але жодного не було виготовлено.
Триконтурна версія реактора CNP потужністю 1000 МВт, CNP-1000, розроблялася з 1990-х років за допомогою постачальників Westinghouse і Framatome (нині AREVA). Пізніше на АЕС Фуцін було побудовано 4 блоки CNP-1000. Подальша робота над CNP-1000 була припинена на користь ACP-1000.
У 2013 році Китай оголосив, що він самостійно розробив III покоління ACP-1000, при цьому китайська влада заявила про повні права інтелектуальної власності на дизайн. В результаті успіху проекту Hualong One досі не було побудовано жодного реактора ACP-1000. Спочатку CNNC планувала використовувати ACP-1000 у реакторах 5 і 6 Fuqing, але перейшла на Хуалун 1.

### Хуалун 1
У 2012 році центральні планувальники в Пекіні наказали China General Nuclear (CGN) та іншому великому виробнику й оператору атомної енергетики CNNC «раціоналізувати» свої програми проектування реакторів третього покоління. Це означало, що ACPR1000 від CGN і ACP1000 від CNNC, обидва з яких базувалися на французькому M310 Generation II, були «об’єднані» в один стандартизований дизайн – Хуалун 1. Після злиття обидві компанії збережуть власний ланцюжок постачання, а їхні версії Hualong One дещо відрізнятимуться (блоки, створені CGN, збережуть деякі функції ACPR1000), але дизайн вважається стандартизованим. Близько 85% його комплектуючих буде виготовлено всередині країни.
Вихідна потужність Hualong One становитиме 1170 МВт брутто, 1090 МВт нетто, з розрахунковим терміном служби 60 років і використовуватиме комбінацію пасивних і активних систем безпеки з подвійною захисною оболонкою. Він має конструкцію зі 177 ядер з 18-місячним циклом заправки. Коефіцієнт використання електростанції досягає 90%. CNNC заявила, що її системи активної та пасивної безпеки, двошарова оболонка та інші технології відповідають найвищим міжнародним стандартам безпеки.
Зараз Хуалун 1 в основному розглядається як заміна всіх попередніх китайських ядерних реакторів і експортується за кордон.

### Хуалун 2
CNNC планує розпочати будівництво Hualong Two до 2024 року. Це буде більш економічна версія, яка використовує аналогічну технологію, на будівництво якої знадобиться на рік менше та приблизно на чверть менші витрати на будівництво.

### Удосконалений реактор CANDU
У вересні 2016 року було оголошено, що SNC-Lavalin підписала принципову угоду з CNNC і Shanghai Electric Group щодо проектування, продажу та будівництва сучасного реактора CANDU. Його здатність використовувати перероблений уран зменшить запаси відпрацьованого ядерного палива в Китаї.

### DHR-400
Компанія CNNC розробила легководний реактор басейнового типу для централізованого теплопостачання під назвою DHR-400 (реактор централізованого теплопостачання 400 МВт). Він працює при низькій температурі та тиску повітря, тому його легко експлуатувати та виводити з експлуатації. Вартість будівництва становить 1,5 мільярда юанів (230 мільйонів доларів), будівництво займе три роки. Він добре підходить для існуючих централізованих систем опалення міст північного Китаю, які в даний час часто працюють на вугіллі.

### ACP100
У липні 2019 року CNNC оголосила, що до кінця року розпочне будівництво демонстраційного невеликого модульного реактора ACP100 на північно-західній стороні існуючої атомної електростанції в Чанцзяні. Розробка ACP100 почалася в 2010 році. Це буде повністю інтегрований реакторний модуль із внутрішньою системою теплоносія, з 2-річним інтервалом перезавантаження, що вироблятиме 385 МВт і близько 125 МВт. У липні 2021 року було оголошено про початок будівництва першого ACP100. Тип реактора також називається Linglong One.

## Подальше читання
- Вплив реструктуризації уряду на китайський контроль над ядерними озброєннями та політику нерозповсюдження, Вень Л. Хсу, Огляд нерозповсюдження, осінь 1999 р., стор. 155.